# Avenue Louis-Roche
L'avenue Louis-Roche est une voie de communication située à Gennevilliers.

## Situation et accès

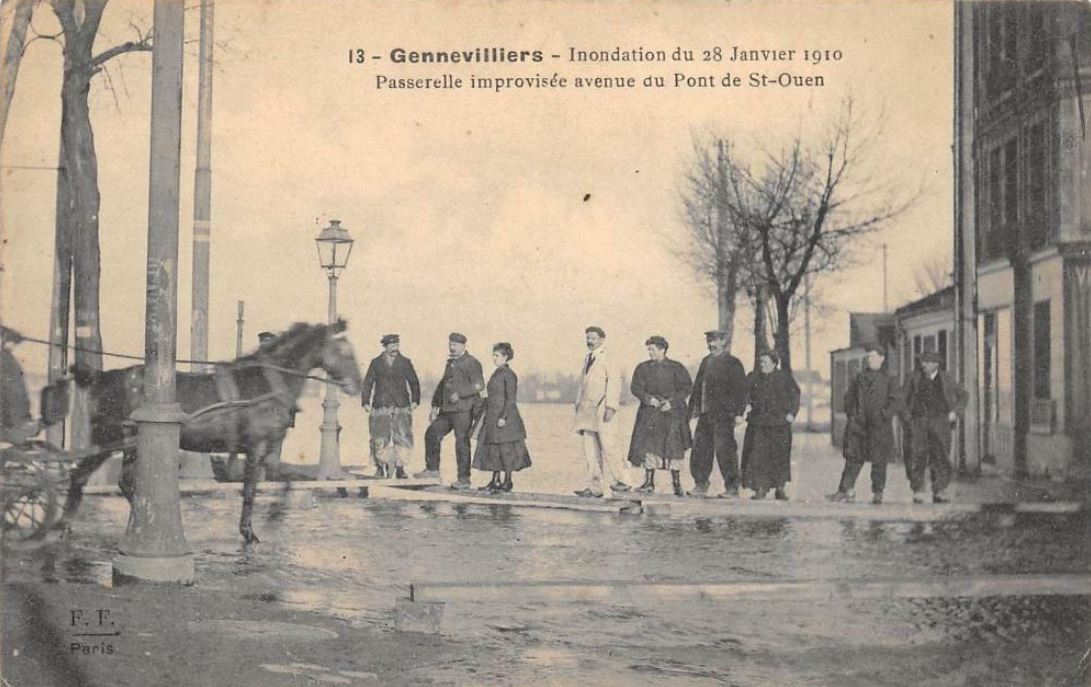
L'avenue du Pont-de-Saint-Ouen pendant la crue de la Seine de 1910.

L'avenue suit le tracé de la route départementale D 20 et traverse Gennevilliers du nord au sud. Prolongeant le boulevard Marcel-Paul sur l'Île-Saint-Denis, elle rencontre le boulevard Louise-Michel et le boulevard Gallieni (anciennement boulevard d'Asnières), au lieu-dit Quatre-Chemins.

## Origine du nom

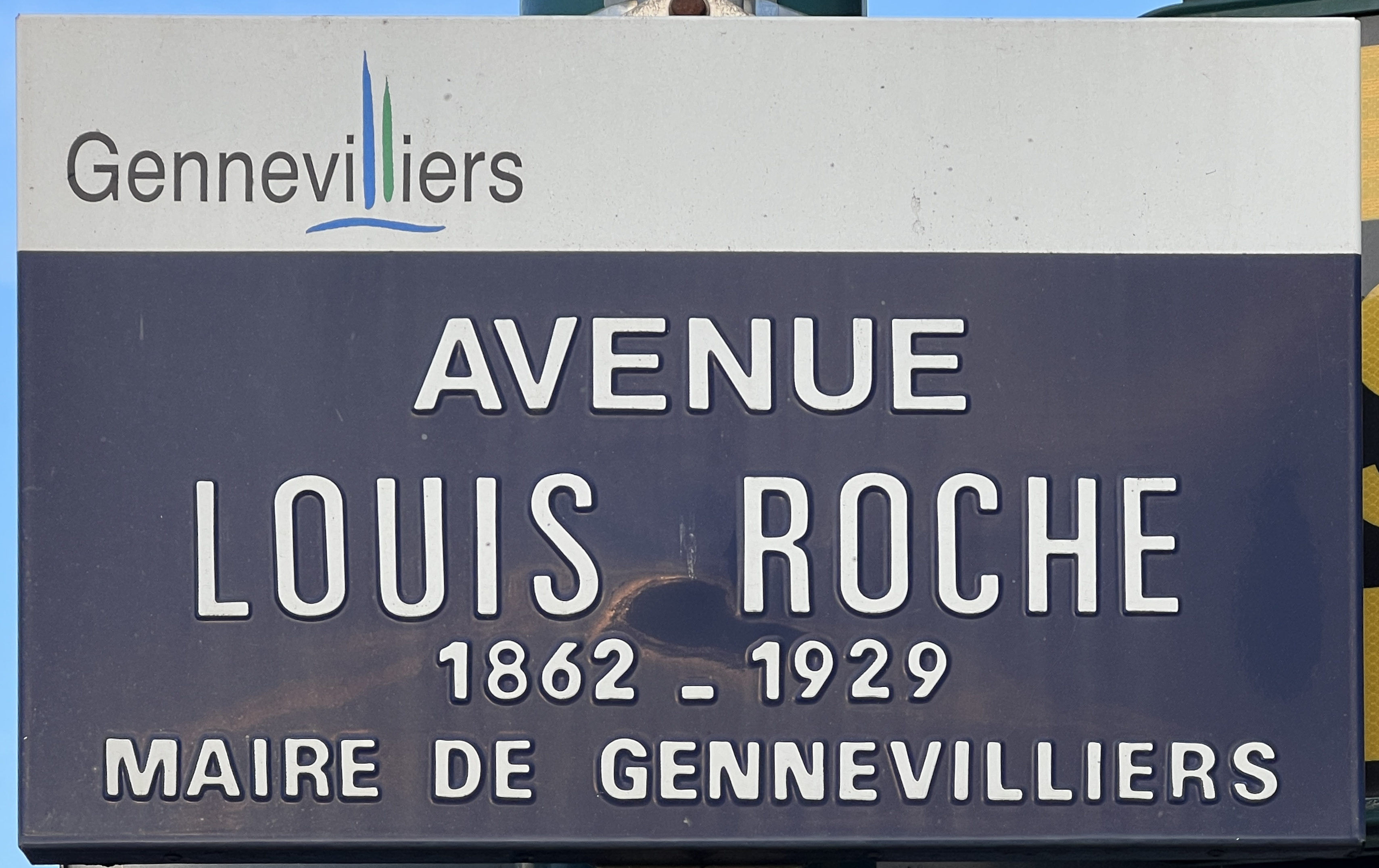
Plaque de l'avenue.

Elle rend hommage à Louis Roche, maire radical-socialiste de la ville, de 1922 à 1925.

## Historique

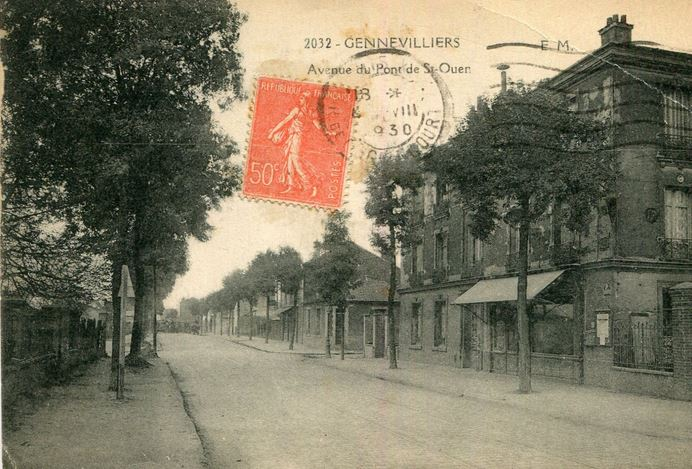
L'avenue Louis-Roche, ancienne avenue du Pont-de-Saint-Ouen.

Au début du XXè siècle, de nombreuses industries comme les Aciéries Delachaux et la semoulerie Bellevue-Panzani à l'angle du quai du Moulin-de-Cage, étaient installées le long de cette avenue. La Seine permettait un approvisionnement aisé en céréales, et la forte densité urbaines des environs offrait un débouché immédiat pour des produits alimentaires.
Cette voie de communication qui s'appelait autrefois « avenue du Pont-de-Saint-Ouen », nom dû au pont de Saint-Ouen dans l'axe duquel elle se trouve, a été renommée après-guerre, « avenue Louis-Roche ».

## Bâtiments remarquables et lieux de mémoire
- Ancienne chapelle Sainte-Jeanne-d'Arc, construite entre 1931 et 1933 par l'architecte Marcel Favier dans le cadre de l'Œuvre des Chantiers du Cardinal, désaffectée dans les années 1960, rachetée au début des années 1970 par un restaurateur[3],[4].
- Parc des Sévines.